# Kim Tok-hun
Kim Tok-hun (Hangul: 김덕훈, Hanja: 金德訓, Romaja: Gim Deokhun, từ Hán Việt: Kim Đức Huấn), tháng 1 năm 1961, người Triều Tiên, chính khách nước Cộng hòa Dân chủ Nhân dân Triều Tiên. Ông hiện là Ủy viên Ban Thường vụ Bộ Chính trị Đảng Lao động Triều Tiên khóa VII, Phó Chủ tịch Đảng, Tổng lý Nội các thứ 13 Cộng hòa Dân chủ Nhân dân Triều Tiên. Ông nguyên là Chủ nhiệm Ủy ban Cán bộ Đảng, Phó Tổng lý Nội các, Chủ nhiệm Ủy ban Ngân sách Nhân dân, Chủ tịch tỉnh Chagang.
Kim Tok-hun là đảng viên Đảng Lao động Triều Tiên, trí thức chuyên ngành công nghiệp và tài chính.

## Sự nghiệp

### Thời kỳ đầu
Kim Tok-hun gia nhập Đảng Lao động Triều Tiên, bắt đầu sự nghiệp từ những năm 80, công tác trong các doanh nghiệp nhà nước của Triều Tiên, ban đầu chủ yếu về lĩnh vực điện lưới, công nghiệp nặng.
Tháng 1 năm 2001, trong thời kỳ Kim Jong-il, Kim Tok-hun được bổ nhiệm làm Giám đốc Nhà máy Điện Daean. Nhà máy Điện Daean có trụ sở ở thành phố Nampo, tỉnh Nam P'yŏngan. Nhà máy phụ trách quản lý công nghiệp điện vùng ven biển, cung cấp điện lực cho các cơ quan Đảng và Nhà nước Triều Tiên; tập trung chuyên gia để tiến hành các dự án, kế hoạch Trung ương.
Tháng 1 năm 2003, ông được điều chuyển làm Giám đốc Xí nghiệp liên minh Máy móc hạng nặng Daean (Daean Heavy Machinery Co., Ltd), đây là một xí nghiệp nhà nước liên kết các doanh nghiệp máy móc vùng Nam P'yŏngan. Liên minh Daean tập trung sản xuất máy móc hạng nặng như thiết bị phát điện bao gồm máy phát thủy điện, máy phát nhiệt điện; thiết bị luyện kim gồm nhiệt, cán nguội; thiết bị hóa chất, các cơ sở khai thác than. Xí nghiệp có tới 14.000 công nhân.
Tháng 8 năm 2003, trong kỳ đại hội toàn quốc, ông được bầu làm Đại biểu Hội đồng Nhân dân Tối cao khóa XI. Đến tháng 1 năm 2008, ông thôi nhiệm vị trí Giám đốc Liên minh Daean, về Trung ương công tác ở Hội đồng Nhân dân. Tháng 12 năm 2011, ông được điều chuyển bổ nhiệm làm Chủ tịch Ủy ban Nhân dân tỉnh Chagang. Ông tiếp tục là Đại biểu Hội đồng Nhân dân Tối cao khóa XIII, trúng cử đợt tháng 3 năm 2014. Trong thời gian này, ông là một trong những đại diện của Triều Tiên tham gia đàm phán cho Quan hệ Bắc Triều Tiên – Hàn Quốc, trước thời điểm Tuyên bố Bàn Môn Điếm.
Tháng 4 năm 2014, Kim Tok-hun được bổ nhiệm làm Phó Tổng lý Nội các Triều Tiên. Đến tháng 5 năm 2016, tại Đại hội toàn quốc Đảng Lao động Triều Tiên, ông được bầu làm Ủy viên Ủy ban Trung ương Đảng, Ủy viên Bộ Chính trị, Phó Chủ tịch Đảng Lao động Triều Tiên. Trong giai đoạn này, ông đồng thời được phân công nhiệm vụ trong Ban Lễ tang, tổ chức tang lễ cho Nguyên soái Ri Ul-sol (tháng 11 năm 2015); tang lễ Chủ tịch Mặt trận Kim Yang-gon (tháng 12 năm 2015); tang lễ Phó Tổng lý Kang Sok-ju (tháng 5 năm 2016); tang lễ Đại tướng Kim Chol-man (tháng 12 năm 2018) và tang lễ cố Ủy viên Trung ương Hwang Sun-hui (tháng 1 năm 2020).
Tháng 3 năm 2019, Kim Tok-hun tái đắc cử Đại biểu Hội đồng Nhân dân Tối cao khóa XIV, Chủ nhiệm Ủy ban Nhân sách Hội đồng Nhân dân. Ông đồng thời giữ các chức vụ Ủy viên Bộ Chính trị, Phó Chủ tịch Đảng Lao động, Phó Tổng lý Nội các, được bổ nhiệm kiêm nhiệm chức vụ Chủ nhiệm Ủy ban Cán bộ Đảng Lao động, tức phụ trách nhân lực, tổ chức nội bộ Đảng vào ngày 31 tháng 12 năm 2019.

### Tổng lý Nội các
Ngày 13 tháng 8 năm 2020, theo sắc lệnh đưa ra tại một phiên họp Bộ Chính trị Đảng Lao động Triều Tiên, Kim Tok-hun được điều chuyển trong Bộ Chính trị, trở thành Ủy viên Ban Thường vụ Bộ Chính trị Đảng Lao động Triều Tiên khóa VII, được bổ nhiệm làm Tổng lý Nội Cộng hòa Dân chủ Nhân dân Triều Tiên. Ông kế nhiệm Kim Jae-ryong, trở thành Tổng lý Triều Tiên thứ mười ba, đây là chức vụ tương ứng với Thủ tướng Chính phủ.
Ở Triều Tiên, theo Hiến pháp, Tổng lý Nội các là đại diện và giám sát nội các, cơ quan được giao nhiệm vụ thi hành các chính sách do Ủy ban Trung ương Đảng Lao động Triều Tiên quyết định. Chức vụ không có thẩm quyền hoạch định chính sách riêng. Trên danh nghĩa, Bắc Triều Tiên chia thành cơ cấu, Tổng lý Nội các phụ trách hành pháp, Chủ tịch Đoàn Chủ tịch Hội đồng Nhân dân Tối cao phụ trách dân chính, dân chủ và đối ngoại, và Chủ tịch Ủy ban Quốc vụ phụ trách quân đội. Trên thực tế, Chủ tịch Đảng hay Tổng Bí thư kiêm nhiệm Chủ tịch Ủy ban Quốc vụ, là lãnh đạo tối cao, hiện là Kim Jong-un. Kim Tok-hun phụ trách hành pháp, thực thi quyết định của Đảng Lao động Triều Tiên.
Sắc lệnh được đưa ra bổ nhiệm Kim Tok-hun không nêu lý do của việc thay thế nhân sự này. Thông tấn xã Trung ương – KCNA cho biết, Tổng lý Triều Tiên thứ mười hai Kim Jae-ryong bị thay thế sau khi đánh giá thành quả của Nội các Triều Tiên trong các vấn đề kinh tế, chưa đầy một năm. Năm 2019, Kim Jong-un đã đưa ra một kế hoạch phát triển năm năm với nhiều hạng mục quan trọng, coi đây là một bước tiến đột phá chống lại lệnh cấm vận quốc tế, các trừng phạt quốc tế.
Bản tin của KCNA không giải thích lý do của việc thay đổi nhân sự, nhưng việc thay thế vị trí Tổng lý Nội các này đã gây chú ý cho truyền thông quốc tế.
Sau khi được bổ nhiệm, Kim Tok-hun bắt đầu triển khai công tác của mình. Ngày 19 tháng 8 năm 2020, Kim Tok-hun lần đầu tiên thực hiện chuyến thăm tới các khu vực bị ảnh hưởng nghiêm trọng vì lũ lụt ở tỉnh Bắc Hwanghae. Theo thông tin KCNA đăng tải, trong chuyến thăm tới tỉnh Bắc Hwanghae, Kim Tok-hun đã kêu gọi tổ chức địa phương cần có thêm nỗ lực khắc phục thiệt hại và ổn định cuộc sống người dân bị ảnh hưởng vì thiên tai.
Tổng lý Kim Tok-hun đã nhấn mạnh việc tất cả quân nhân và công nhân xây dựng tham gia vào dự án tái thiết vùng lũ cần tuân thủ chặt chẽ những quy định phòng chống dịch bệnh, cũng như tăng cường gia cố các bờ kè và cửa xả lũ trên dòng Unpha, tìm nơi tái định cư cho người dân. Huyện Unpha ở tỉnh Bắc Hwanghae là một trong những khu vực chịu ảnh hưởng nặng nề nhất vì mưa lũ tại Triều Tiên thời gian gần đây.

## Một số đánh giá và quan hệ nước ngoài
- "Nền kinh tế Triều Tiên đang đối mặt với thách thức nghiêm trọng và ai đó phải nhận trách nhiệm chính trị. Động thái trên giống như một biện pháp phòng ngừa để bù đắp những than phiền từ người dân Triều Tiên" – Choi Kang, Phó Chủ tịch Viện Nghiên cứu chính sách Asan ở Hàn Quốc.
- Giáo sư Leif-Eric Easley tại Đại học Nữ sinh Ewha ở Hàn Quốc cho rằng: "Công việc của tân Thủ tướng Triều Tiên sẽ là cho thấy được nước này đã hồi phục sau lũ lụt gần đây và đã nâng cấp các cơ sở y tế công trước lễ kỷ niệm 75 năm thành lập Đảng Lao động Triều Tiên vào ngày 10/10/2020."
- Giới chuyên gia cho rằng cuộc khủng hoảng do COVID-19 có thể đã cản trở việc đạt được các mục tiêu kinh tế lớn của Kim Jong-un. Triều Tiên vừa qua phải phong tỏa thành phố Kaesong, đã dỡ bỏ phong tỏa.[18]
- Một số nhà nghiên cứu Triều Tiên cho rằng, Tổng lý Kim Tok-hun được thay thế để thi hành đối phó những ảnh hưởng của thiên tai, đại dịch đối với kinh tế Triều Tiên, bởi ông từ quản lý ngân sách nhà nước.[19]
- Ngày 14 tháng 8 năm 2020, Thủ tướng Chính phủ Việt Nam Nguyễn Xuân Phúc đã gửi điện mừng Tổng lý Nội các Triều Tiên Kim Tok-hun nhậm chức, đồng thời hỏi han tình hình thiên tai của Triều Tiên.[20][21]